# Buxeuil (Vienne)
 Buxeuil  es una población y comuna francesa, situada en la región de Poitou-Charentes, departamento de Vienne, en el distrito de Châtellerault y cantón de Dangé-Saint-Romain.

## Demografía
| 744 | 677 | 765 | 847 | 896 | 900 |
| Para los censos de 1962 a 1999 la población legal corresponde a la población sin duplicidades (Fuente: INSEE [Consultar]) |     |     |     |     |     |

Forma parte de la aglomeración urbana de Descartes.